# William McIlvanney
William McIlvanney (Kilmarnock, 25 novembre 1936 – Glasgow, 5 dicembre 2015) è stato uno scrittore scozzese, autore di polizieschi, romanzi e poesie, maestro nel connubio tra letteratura poetica e di denuncia.
Le sue opere Laidlaw, Le carte di Tony Veitch, Oscure lealtà, The Big Man, La fornace e Feriti vaganti sono famose per la loro rappresentazione della Glasgow degli anni settanta.

## Biografia
Figlio di un minatore, studiò alla locale Accademia e all'Università di Glasgow e in seguito (dal 1960 al 1975) fu insegnante d'inglese. Il suo primo romanzo, Remedy is none (Non c'è rimedio in italiano) venne pubblicato nel 1966 e vinse il Geoffrey Faber Memorial Prize.
Docherty, del 1975, la commovente storia di un minatore il cui coraggio e la resistenza vengono messi a dura prova durante la depressione, fu premiato con il prestigioso Whitbread Novel Award. The Big Man (1985) è la storia di Dan Scoular, un disoccupato che per sopravvivere combatte a mani nude. Entrambi i romanzi presentano i personaggi tipici di McIlvanney - uomini duri, spesso violenti, logorati dalla lotta interiore tra se stessi e il proprio passato.
La fornace (1996), è la storia di Tom Docherty, il nipote dell'eroe di Docherty. Vinse il Saltire Society Scottish Book of the Year Award. The Big Man è stato interpretato cinematograficamente da Liam Neeson. Laidlaw, Indagine a Glasgow, Le carte di Tony Veitch, e Oscure lealtà sono polizieschi con protagonista l'ispettore Jack Laidlaw. Laidlaw è considerato il primo esemplare di Tartan Noir.
McIlvanney è stato anche un acclamato poeta, autore di The Longships in Harbour: Poems (1970) e Surviving the Shipwreck (1991), che contiene articoli di giornale, incluso un saggio su T.S. Eliot. Il suo racconto Sognando (pubblicato in Feriti vaganti nel 1989) venne riprodotto dalla BBC nel 1990 e vinse un BAFTA (British Academy of Film and Television Arts), l'Oscar britannico.

## Opere

### Le indagini di Laidlaw
- Come cerchi nell'acqua (Laidlaw, 1977) (Feltrinelli, 2013) 
 (precedentemente Laidlaw, Giovanni Tranchida, 2000)
- Il caso Tony Veitch (The Papers of Tony Veitch, 1983) (Feltrinelli, 2014) 
 (precedentemente Le carte di Tony Veitch, Giovanni Tranchida, 2000)
- Strane lealtà (Strange Loyalties, 1991) (Feltrinelli, 2016) 
 (precedentemente Oscure lealtà, Giovanni Tranchida, 2001)

### Altri romanzi
- (Remedy is None, 1967)
- Il regalo di Nessus (A Gift from Nessus, 1968) (Paginauno, 2015)
- Docherty (Docherty, 1975) (Paginauno, 2015)
- The big man 1985 (The Big Man,1985) (Giovanni Tranchida, 2003)
- La fornace (The Kiln, 1996) (Giovanni Tranchida, 2008)
- Weekend (Weekend, 2006) (Giovanni Tranchida, 2010)

### Raccolte di racconti
- Feriti vaganti (Walking Wounded, 1989) (Giovanni Tranchida, 2004)

### Poesie
- (The Longships in Harbour, 1970)
- (These Words: Weddings and After, 1984)
- (In Through the Head, 1988)

### Varia
- (Shades of Grey: Glasgow 1956-1987, 1987) (con le fotografie di Oscar Marzaroli)
- (Surviving the Shipwreck, 1991)

## Premi e riconoscimenti
- 1967 Geoffrey Faber Memorial Prize per Remedy is None
- 1968 Scottish Arts Council Book Award per A Gift from Nessus
- 1975 Scottish Arts Council Book Award per Docherty
- 1975 Whitbread Novel Award per Docherty
- 1977 Crime Writer's Association Macallan Silver Dagger for Fiction per Laidlaw. Indagine a Glasgow
- 1983 Crime Writer's Association Macallan Silver Dagger for Fiction per Le carte di Tony Veitch
- 1990 Glasgow Herald People's Prize per Feriti vaganti
- 1990 BAFTA (adattamento cinematografico) per Sognando
- 1996 Saltire Society Scottish Book of the Year Award per La fornace